# Innocêncio Borghese
Innocêncio Cabral Borghese (São Paulo, ? de 1897 - São Paulo, ? de 1985) foi um pintor brasileiro.   

## Biografia
Pintor e professor, viveu e trabalhou em São Paulo, sendo ativo participante do Salão Paulista de Belas Artes entre as décadas de 1930 e 1950.   
Destacou-se na iconografia da cidade de São Paulos, seus arredores e cidades litorâneas do Estado de S. Paulo. 
Theodoro Braga dedicou-lhe referências em seu livro Artistas Pintores no Brasil (1942, p. 56).

## Exposições Coletivas
1934 Salão Paulista de Belas Artes 
1935 Salão Paulista de Belas Artes
1937 Salão Paulista de Belas Artes 
1939 Salão Paulista de Belas Artes 
1940 Salão Paulista de Belas Artes 
1942 Salão Paulista de Belas Artes 
1943 Salão Paulista de Belas Artes 
1947 Salão Paulista de Belas Artes 
1948 Salão Paulista de Belas Artes 
1949 Salão Paulista de Belas Artes 
1951 Salão Paulista de Belas Artes 
1952 Salão Paulista de Belas Artes 
1953 Salão Paulista de Belas Artes 
1954 II Salão de Belas Artes de Piracicaba 
1959 Salão Paulista de Belas Artes 
1960 Salão Paulista de Belas Artes 
1971 XIX Salão de Belas Artes de Piracicaba 
1980 Salão Paulista de Belas Artes 
1998 Iconografia Paulistana em Coleções Particulares - Museu da Casa Brasileira - São Paulo 
2003 Pintores do Litoral Paulista 

## Premiações
1935 Salão Paulista de Belas Artes - Menção Honrosa 
1952 Salão Paulista de Belas Artes - Medalha de Bronze (pintura) 
1959 Salão Paulista de Belas Artes  - Pequena Medalha de Prata 
1960 Salão Paulista de Belas Artes  - Prêmio Aquisição 
1980 Salão Paulista de Belas Artes - Prêmio Dr. Constantino Ruy (Aquisição) 

## Estilo e técnicas
A maior parte de suas obras é de paisagens, em geral quadros de pequenas dimensões usando como  técnica óleo sobre madeira e eucatex. 
Pintou uma série de paisagens nos arredores de São Paulo que documentam as condições dos locais antes de serem engolidos pela expansão metropolitana. 

## Obras
- Rua São Jioão, 1929, óleo sobre madeira, 18 x 10 cm, coleção particular
- Paisagem Marinha com Pessoas, s/d, óleo sobre madeira, 20 x 30 cm, coleção particular
- Vacas do Zé Reis, 1929, óleo sobre eucatex,  14 x 18 cm, coleção particular
- Trabalhadores (Santo Amaro), 1940, óleo sobre eucatex, 19cm x 28 cm, coleção particular
- Retrato, 1942,  óleo sobre tela, 44 x 37 cm, Acervo da UFRGS [21]
- Paisagem com Cabras, 1945, óleo sobre eucatex, 20 x 32 cm , coleção particular
- Paisagem (capela), 1955, óleo sobre madeira, 40 x 15 cm, coleção particular

- Parque D.Pedro II - Moóca - SP, 1961, óleo sobre duratex, 20 cm x 20 cm,  Acervo Banco Itaú  [22]
- Bairro do Limão, 1940 (?), óleo sobre tela, 22 X 27 cm, coleção particular
- Avaré, 1947, desenho (lápis de cera sobre papel²), 12 x 16,5 cm, coleção particular
- Mulher Nua no Ateliê, 1953, óleo sobre tela, coleção particular
- Guarulhos (Duas Cabras), 1970, óleo sobre madeira,  22 x 15,5 cm, coleção particular
- Guarulhos (Menina e Vaca), 1970, óleo sobre madeira, 20 x 30 cm, coleção particular
- Guarulhos (Árvore com Cabras), 1970, óleo sobre madeira, 14,5 x 18 cm, coleção particular
- Canindé - Rio Tietê, década de 1930, óleo sobre madeira, 17 x 21cm, coleção particular
- Guarulhos, 1975, 22 x 27 cm, coleção particular
- Guarulhos (Árvore), 1970, óleo sobre madeira, 22 x  15,5 cm, coleção particular
- Guarulhos (Casa com Poço), 1973, óleo sobre madeira, 17x 23, cm, coleção particular
- Poço em Guarulhos, 1972, óleo sobre duratex, 25 x 35 cm, coleção particular
- Caripicuíba (Homem com Duas Cabras), 1954, óleo sobre madeira, 45 x 35,5 cm, coleção particular